# Kevin Alejandro
Kevin Michael Alejandro (San Antonio, 7 april 1976) is een Amerikaans acteur en filmregisseur.

## Biografie
Alejandro werd geboren in San Antonio (Texas) maar groeide op in Snyder (Texas) in een gezin van drie kinderen. Hij heeft gestudeerd aan de universiteit van Texas in Austin (Texas). Alejandro is van Mexicaanse afkomst.
Alejandro is vanaf 2004 getrouwd en heeft hieruit een zoon.

## Filmografie

### Films
Uitgezonderd korte films.
- 2022 Aristotle and Dante Discover the Secrets of the Universe - als Sam Quintana
- 2020 The Lost Husband - als Danny
- 2020 Language Arts - als Bruce
- 2018 Juveniles - als Russell
- 2015 West of Redemption - als Rick Youngblood
- 2014 Safelight - als Skid
- 2014 Clementine - als Charlie Madsen
- 2013 Medeas – als Noah
- 2011 Hide – als detective Bobby Dodge
- 2011 Cassadaga – als Mike
- 2011 The Legend of Hell's Gate: An American Conspiracy – als August Edwards
- 2011 Red State – als Harry
- 2009 Crossing Over – als Gutierrez
- 2009 Wake – als detective Daniels
- 2009 Creature of Darkness – als Emilio
- 2008 Strange Wildernes – als Spaanse man
- 2006 Faceless – als Lucas Renosa
- 2005 Constantine – als agent grenspolitie
- 2003 Purgatory Flats – als Owen Mecklin
- 2003 Truth and Dare – als visser

### Televisieseries
Uitgezonderd eenmalige gastrollen.
- 2022-2024 Fire Country - als Manny Perez - 32 afl.
- 2021 Arcane - als Jayce - 9 afl.
- 2015 - 2021 Lucifer - als Dan Espinoza - 93 afl.
- 2015 The Returned - als Tommy - 10 afl.
- 2015 Grey's Anatomy - als politieagent Dan Pruitt - 3 afl.
- 2013 -2014 - Arrow - als Sebastian Blood - 12 afl.
- 2013 Golden Boy – als detective Christian Arroyo – 13 afl.
- 2010 – 2012 True Blood – als Jesus Velasquez – 26 afl.
- 2009 – 2011 Southland – als detective Nate Moretta – 17 afl.
- 2010 Parenthood – als Mike – 3 afl.
- 2008 – 2009 Weeds – als Rudolpho – 4 afl.
- 2008 Sons of Anarchy – als Esai Alvarez – 2 afl.
- 2008 Gemini Division – als Amasso – 5 afl.
- 2007 – 2008 Shark – als Danny Reyes – 16 afl.
- 2006 – 2007 Ugly Betty – als Santos – 8 afl.
- 2007 Drive – als Winston Salazar – 6 afl.
- 2006 Sleeper Cell – als Bebito Velasquez – 7 afl.
- 2004 – 2005 The Young and the Restless – als Dominic Hughes – 15 afl.
- 2005 24 – als Kevin – 3 afl.

### Filmregisseur
- 2022-2024 Fire Country - televisieserie - 2 afl.
- 2023 National Treasure: Edge of History - televisieserie - 1 afl.
- 2018 - 2021 Lucifer - televisieserie - 4 afl.
- 2020 Adult Night - korte film
- 2019 The Talk - korte film
- 2018 Bedtime Story - korte film
- 2016 Take Me Home - korte film

- Bibsys: 15001315
- Biblioteca Nacional de España: XX5792819
- Bibliothèque nationale de France: cb17722383k (data)
- Gemeinsame Normdatei: 1143171659
- International Standard Name Identifier: 0000 0001 1983 4839
- Library of Congress Control Number: no2011081428
- MusicBrainz: ec0e70c8-7bd0-4586-84c1-54cae761ffbf
- Système universitaire de documentation: 232938016
- Virtual International Authority File: 170824724
- WorldCat: E39PBJB4j88DYVDRXBhWD9JCcP